# Shalaya Kipp
Shalaya Kipp (ur. 19 sierpnia 1990 w Salt Lake City) – amerykańska lekkoatletka specjalizująca się w biegach długich.
W 2012 reprezentowała Stany Zjednoczone na igrzyskach olimpijskich w Londynie, odpadając w eliminacjach biegu na 3000 metrów z przeszkodami. Uczestniczka mistrzostw świata w Moskwie (2013). W 2015 najpierw zdobyła srebrny medal igrzysk panamerykańskich, a następnie została wicemistrzynią strefy NACAC.
Złota medalistka mistrzostw NCAA. 
Zdobywała medale mistrzostw Stanów Zjednoczonych.

## Osiągnięcia
| Rok  | Impreza                  | Miejsce  | Konkurencja                        | Pozycja    | Wynik    |
| ---- | ------------------------ | -------- | ---------------------------------- | ---------- | -------- |
| 2012 | Igrzyska olimpijskie     | Londyn   | bieg na 3000 metrów z przeszkodami | eliminacje | 9:48,33  |
| 2013 | Mistrzostwa świata       | Moskwa   | bieg na 3000 metrów z przeszkodami | eliminacje | 9:45,97  |
| 2015 | Igrzyska panamerykańskie | Toronto  | bieg na 3000 metrów z przeszkodami | 2. miejsce | 9:49,96  |
| 2015 | Mistrzostwa NACAC        | San José | bieg na 3000 metrów z przeszkodami | 2. miejsce | 10:03,91 |

## Rekordy życiowe
- Bieg na 3000 metrów (hala) – 8:59,85 (2016)
- Bieg na 5000 metrów – 15:54,13 (2014)
- Bieg na 3000 metrów z przeszkodami – 9:35,73 (2012)